# مشباث

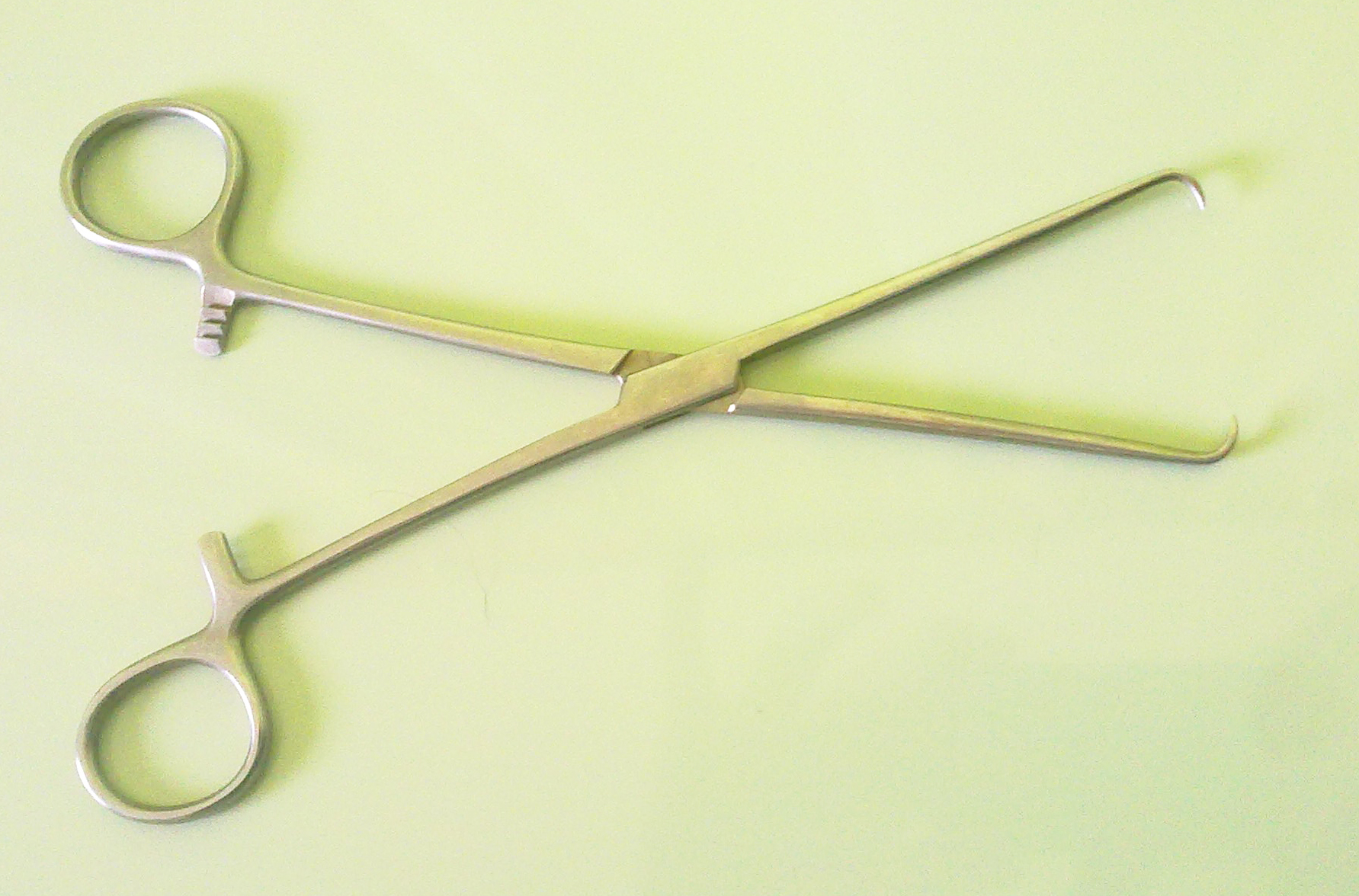
المشباث (حرفيًا: تيناكولوم)

المِشْباث أو الماسكة أو المشجب (الاسم العلمي: Tenaculum) هو أداة جراحية تصنف عادة بأنها نوع من الملاقط. وهو يتألف من خطاف رفيع مدبب ومثبت بمقبض، ويستخدم بشكل أساسي في الجراحة لربط ومسك الأجزاء مثل الأوعية الدموية.
تشمل الاستخدامات:
- تثبيت عنق الرحم والرحم كما يحدث أثناء إدخال لولب رحمي أو أثناء الإجهاض الجراحي[3] (على الرغم من أن الأبحاث الحديثة تشير إلى أن ملقاط أليس قد يكون أكثر ملاءمة لهذه المهام حيث تقل احتمالية تسببه في مضاعفات النزيف).[4]
- ربط ومسك الشرايين[2] في مختلف العمليات الجراحية.

## التاريخ
استُخدم المشباث بشكلٍ شائعٍ في طب النساء لأكثر من قرن. كانت النسخة السابقة من مشباث عنق الرحم عبارة عن ملقط مستخرج الرصاص - أداة جراح شائعة تستخدم لاستخراج الرصاص في ساحات القتال. خلال الحرب الأهلية في الولايات المتحدة، تم استخدام هذه الأداة لإزالة الرصاصة من جسم المريض. مستوحيًا من شكل مستخرج الرصاصة طور الدكتور بوزي الرائد في طب أمراض النساء الحديث في نهاية القرن التاسع عشر أداة لأمراض النساء تسمى ملقط بوتزي، والمعروفة أيضًا باسم المشباث. منذ ذلك الحين بالكاد تغير شكله واستمر حتى اليوم.